# Sebastian Grubauer
Sebastian Grubauer (* 17. Januar 1833 in Katsdorf, Bezirk Perg; † 1. Dezember 1891 in Pflaster, Stadt Urfahr, (heute Stadt Linz)) war Landwirt und Abgeordneter zum Österreichischen Abgeordnetenhaus.

## Leben
Sebastian Grubauer war Sohn des Landwirts Franz Grubauer († 1871). Ab 1856 war er Landwirt (vulgo Obermair) in Dornach (damals in der Gemeinde Katzbach, dann St. Magdalena bei Urfahr, heute Stadt Linz). Er war Mitglied des Ausschusses des Katholischen Volksvereins für Oberösterreich und von 1873 bis 1890 des Oberösterreichischen Volkskredit.
Sebastian Grubauer war von 1871 bis 1891 Mitglied im Oberösterreichischen Landtag (III., IV., V., VI., VII. und VIII. Wahlperiode), als Abgeordneter der Landgemeinden (Wahlbezirk Linz). Von 1867 bis 1870 war er Bürgermeister von Katzbach und von 1887 bis 1891 Bürgermeister von St. Magdalena.
Er starb am 1. Dezember 1891 im Alter von 58 Jahren an einem Herzschlag (heute Herzinfarkt).
Er war römisch-katholisch und ab 1856 verheiratet mit Barbara Halmerbauer († 1864), mit der er zwei Töchter hatte. Nach dem Tod seiner Ehefrau heiratete er im Jahr 1865 Maria Buchgeher († 1883), mit der er zwei Töchter und drei Söhne hatte, wobei zwei Söhne jung verstorben sind.

## Politische Funktionen
Sebastian Grubauer war vom 20. Februar 1871 bis zum 10. August 1871 Abgeordneter des Abgeordnetenhauses im Reichsrat (III. Legislaturperiode) und war dort für die Kurie Oberösterreich, Landgemeinden (Linz, Ottensheim, Urfahr, Grein, Pregarten, Mauthausen, Perg, Freistadt, Weißenbach, Leonfelden, Rohrbach, Neufelden, Lembach, Haslach, Aigen, Wels, Eferding, Grieskirchen, Waizenkirchen, Lambach, Steyr, Weyer, Kremsmünster, St. Florian, Neuhofen, Enns, Kirchdorf, Grünburg, Windischgarsten) zuständig. Seine ursprüngliche Ablehnung des Mandats wurde vom Landtag nicht genehmigt. Er war katholisch-konservativ.